# Satoshi Miyagawa
Satoshi Miyagawa (japanisch 宮川 悟 Miyagawa Satoshi; * 24. März 1977 in der Präfektur Kanagawa) ist ein ehemaliger japanischer Fußballspieler.

## Karriere
Seinen ersten Vertrag unterschrieb er 2001 bei den Sagan Tosu. Der Verein spielte in der zweithöchsten Liga des Landes, der J2 League. Für den Verein absolvierte er 55 Ligaspiele. Ende 2004 beendete er seine Karriere als Fußballspieler.